# Jonatan Cerrada
Jonatan Cerrada (ur. 12 września 1985 w Liège) – belgijski piosenkarz, reprezentant Francji w 49. Konkursie Piosenki Eurowizji (2004).

## Życiorys

### Dzieciństwo, początki kariery
Urodził się w Liège, jest synem Hiszpanów: sekretarki Maríi Victorii Moreno i technika mechanicznego Valentína Cerrady. Wraz z czwórką rodzeństwa (Julien, Rafaëlem, Audrey i Rachel) wychował się w Ans.

### Kariera muzyczna
W wieku ośmiu lat zaczął śpiewać w Walońskiej Operze Królewskiej w Liège, w której śpiewał przez kolejne sześć lat. W 2003 wziął udział w pierwszej edycji programu A la recherche de la nouvelle star, francuskiej wersji formatu Pop Idol. Po finale talent show wydał swój debiutancki singiel „Je voulais te dire que je t’attends”, będący jego wersją piosenki z repertuaru Michela Jonasza. Niedługo potem wydał swój debiutancki album studyjny, zatytułowany Siempre 23.
Pod koniec stycznia 2004 został ogłoszony, wybranym wewnętrznie przez nadawcę publicznego France 3, reprezentantem Francji w 49. Konkursu Piosenki Eurowizji w Stambule. Jego konkursową piosenką został utwór „À chaque pas”, z którym 15 maja zajął 15. miejsce w finale. W tym samym roku wystąpił gościnnie w hiszpańskim melodramacie Un paso adelante.
W 2005 nagrał piosenkę „Mon paradis”, która została wykorzystana we francuskojęzycznej wersji filmu Roboty. We wrześniu wydał swój kolejny singiel – „Libre comme l’air”. Oba utwory znalazły się na jego drugim albumie studyjnym, zatytułowanym La preuve du contraire. Na płycie znalazł się także m.in. singiel „Ne m’en veux pas”, który wokalista nagrał w duecie z Ophélie Cassy, a także single „Mon paradis” i „Libre comme l’air”.
Na przełomie czerwca i lipca 2007 wcielił się w tytułową rolę francuskiego poety Arthura Rimbauda w musicalu komediowym pt. Rimbaud, napisanym na podstawie jego biografii przez Richarda Charesta i Arnauda Kerane’a. W tym samym czasie, po zakończeniu trwania umowy ze swoją wytwórnią płytową, zaczął współpracę z serwisem Sellaband, na którym chciał zebrać fundusze na nagranie trzeciego albumu. Wokalista zebrał łącznie 25 tys. dolarów, jednak w październiku wycofał się z portalu. W kolejnym roku zagrał w musicalu pt. Je m’voyais déjà, opartym na twórczości Charles’a Aznavoura.
Pod koniec listopada 2014 ogłosił zakończenie kariery muzycznej z powodu tragicznej śmierci swojego brata Juliena. W 2018 powrócił na scenę muzyczną wydaniem singla „Lelaki lain di hati”, nagranym w języku indonezyjskim. 30 maja wydał drugi singiel zawierający tekst w tym języku – „Lintas galaksi”.

## Dyskografia

### Albumy studyjne
- Siempre 23 (2003)
- La preuve du contraire (2005)